# 熊本県道184号小川停車場線
熊本県道184号小川停車場線（くまもとけんどう184ごう おがわていしゃじょうせん）は、熊本県宇城市を通る一般県道である。

## 概要
鹿児島本線小川駅と国道3号を結んでいる。

### 路線データ
- 起点：熊本県宇城市小川町川尻（鹿児島本線 小川駅前、熊本県道255号竜北小川停車場線終点）
- 終点：熊本県宇城市小川町江頭（江頭交差点、国道3号交点）

## 路線状況

### 重複区間
- 熊本県道255号竜北小川停車場線（宇城市小川町川尻（起点） - 宇城市小川町江頭）

## 地理

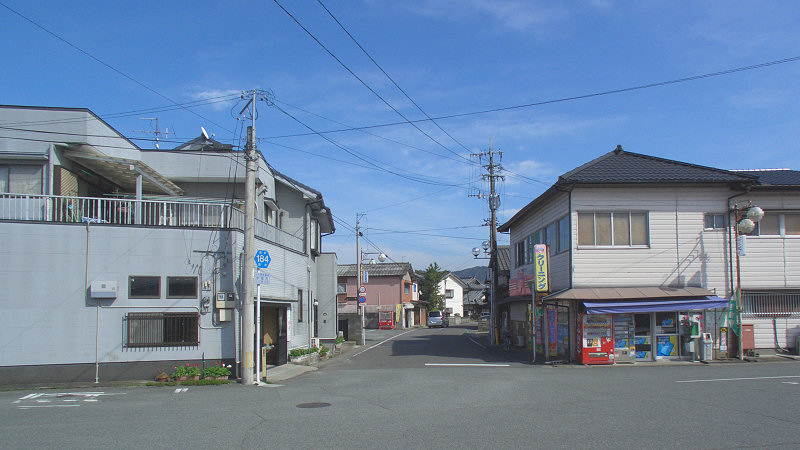
起点付近の様子（小川駅前）

### 通過する自治体
- 宇城市

### 交差する道路
| 交差する道路                               | 交差する場所 | 交差する場所      |
| ------------------------------------------ | ------------ | ----------------- |
| 熊本県道255号竜北小川停車場線 重複区間起点 | 小川町川尻   | 起点              |
| 熊本県道255号竜北小川停車場線 重複区間終点 | 小川町江頭   |                   |
| 国道3号                                    | 小川町江頭   | 江頭交差点 / 終点 |

### 沿線
- JR九州鹿児島本線 小川駅
- イオンモール宇城
- 宇城市役所 小川支所